# 宗教哲学
宗教哲学（しゅうきょうてつがく、英語：philosophy of religion）とは、宗教の存在意義や本質を究明する哲学の一分野である。18世紀末ごろにヨーロッパにおいて成立した。特定宗教の信仰内容を学問的に基礎づけることを目的とする神学や、もろもろの宗教現象を学際的な方法によって実証的に研究する宗教学とも異なり、宗教一般の本質ないし、あるべき姿を探求するとともに、宗教を理性にとって納得のゆくものとして理解することを目的とする。

## 宗教哲学の具体例
様々な方向性をもった考察がある。以下にいくつか挙げる。

### 宗教の定義について
- 「宗教は絶対依存の感情であって、神、すなわち、無限に対するあこがれである」（シュライエルマッハー）
- 「宗教とは、人間生活の究極的な意味を明らかにし、人間の問題の究極的な解決にかかわりをもつと、人々によって信じられている営みを中心とした文化現象である。宗教には、そのいとなみとの関連において、神観念や神聖性を伴う場合が多い。」(岸本英夫)

### 宗教の成立について
- 人には宗教的欲求がありそれが宗教を成立させているのだろう、といった方向での考察。人間には美や善を求める欲求があるように、宗教的なものを求める欲求があり、これが宗教を成立させる、とする。有限な（死すべき運命の）人間が無限を希求するのだ、とする観点。（宗教を持つ立場からは、宗教を十分に理解していない、と見なされることもある考察）
- 啓示によって宗教は成立している、とする考察。　宗教は超越的な存在から人間に与えられることによって成立したものであるとする。（宗教を持たない立場からは、しばしば護教的と見なされる考察）
- 人間が捉える不可知な事象や存在に対して抱く畏れ、畏敬といったものへの感情を理由付ける概念として、人間は『神』を創造したと考える。例えば、雷や風、その他災い、病気、苦しみの感情などあらゆる自然現象を起こす源として、それらは『神の技』として位置付けることが出来る。これを『神』として畏れ、祭壇を作り、対話を行うとそれらは、やがて形式化された『宗教』の発生へと繋がるものと考えられる。やがて、生存環境が与える人間の苦悩から、如何に救われ得るかを説く者が現れ、そこに『思想』、『教義』が生まれ、人々を導く者が出現する。人間が抱く人生での苦痛や苦悩、嘗て人間が抱いた自然環境への脅威、不可知なものへの畏怖に対し『自然科学』の発展に伴い、従来の『神』が『科学』という新たな拠を見出だした人類は、『神』と『科学』は相容れないものと考える傾向がある。しかし、そもそも『神』とは「無限性」や「永遠性」といった人間の持つ特有の『概念』を指すものである。『宗教』とはこうした「無限性」や「不可知」な領域を含め、人生を取り巻くあらゆる環境の中で如何に在るべきかを説く『学問』であると言える。

## 宗教哲学の来歴

### 成立
宗教哲学の課題は、古代ギリシアやそれ以外のところで哲学が誕生したとき、哲学が担ったのと同じ課題を近代において引き継いだものとも言いうる。哲学の誕生は伝統的宗教に対する懐疑の発生と結びついており、そこでは哲学は理性によって宗教の内部を解釈し、捉え直すという課題を背負った。
近世のヨーロッパにおいて生じた理性の啓蒙は、それまでの伝統的な信仰や神学の立場を哲学の立場から批判的に見る見方を開き、それは一方では宗教を理性によって否定しようという方向、他方では理性を破って信仰の立場を確立しようという方向を生んだ。それに対して、理性の立場を媒介として、信仰の内容を新しく解釈しなおそうという立場を自覚的にとるところに「宗教哲学」は誕生した。この立場を確立したのがカントである。

### 展開
カントは「単なる理性の限界内での宗教」において、キリスト教の信仰の内容を道徳という実践理性の立場から解釈して、キリスト教の持つ真理を人間の普遍的な真理として明らかにしようとした。
ここにおいてカントは、特定宗教の内容を理性の深みにおいて出会われる事柄として理解することにより、人間における宗教の普遍的意味の解明を目指す宗教哲学への道を開いた。
次いで、フィヒテ、フリードリヒ・シュライアマハー、ヘーゲルなどによって宗教の哲学的理解の道はさらに推し進められたが、宗教哲学の展開において、シュライアマハーは決定的に重要である。
カントにおいて宗教はなお道徳に還元される傾向にあったが、シュライアマハーは宗教は人間の経験の中で道徳とも形而上学とも異なった独自の領域を持つことを主張し、宗教は絶対的なものに身を任せて、その働きかけをそのままに受け取ることであるとして、「宇宙の直観」、「絶対依存の感情」に宗教の固有性を据えた。
ヘーゲルは、宗教を道徳から解釈したカントとも、主観的な感情としてとらえたシュライエルマッハ―とも異なったアプローチをとる。ヘーゲルは宗教を[生の根幹]ととらえ、宗教とは生の最高の頂きあるいは生の根源の深みが出現したものとして、人間の生の諸形態が我々を宗教へと導いていく生の発展深化の必然的過程を把握することに宗教哲学の課題をみた。
しかし、宗教は生命の最高の深みの表現とされているにもかかわらず自己の外において表彰される。ヘーゲルは、これを自己のうちに自覚するために、宗教は純粋な思惟としての哲学へと高められなければならない、とした。
ヘーゲルのあとに現れたキルケゴールは、ヘーゲルによって純粋思惟のうちに内化された絶対者は真の超越者ではないとして、ヘーゲルが開示した生の深みをというアイデアは継承しながらも、理性を破ったところに宗教を据えた。
以上のように、宗教哲学は人間と超越者の関係を軸として発展してきた学問であるといえる。ここにあげた以外ではフォイエルバッハ、ニーチェ、マルティン・ハイデッガーらが重要である。

### 日本の宗教哲学
日本においても、西田幾多郎（「善の研究」第4編）、田辺元、波多野精一（「宗教哲学」）、西谷啓治（「宗教とは何か」1961）をはじめ、宗教哲学の伝統がある。
その成立は、ヨーロッパ近代が移植された明治・大正期のことである。ヨーロッパで成立した宗教哲学がキリスト教の圧倒的な影響下にあったのにたいして、日本の宗教哲学はヨーロッパの宗教哲学を独自に吸収しながら、ヨーロッパとは全く異なった宗教的伝統のもとで展開していった。

## 主な研究者
- プラトン
- ルネ・デカルト
- ブレーズ・パスカル
- デイヴィッド・ヒューム
- イマヌエル・カント
- セーレン・キェルケゴール
- ハーバート・スペンサー
- ルドルフ・オットー
- フリードリッヒ・シュライエルマッハー
- エミール・デュルケーム
- ウィリアム・ジェームズ
- アルフレッド・ノース・ホワイトヘッド
- マルティン・ブーバー
- マルティン・ハイデッガー
- ヴァルター・ベンヤミン
- エマニュエル・レヴィナス
- L・ロン・ハバード
- ジョン・ヒック

日本人研究者
- 清沢満之
- 西田幾多郎
- 田辺元
- 波多野精一
- 井筒俊彦
- 西谷啓治
- 武藤一雄
- 武内義範
- 上田閑照
- 石田慶和
- 長谷正當
- 花岡永子
- 氣多雅子
- 鶴岡賀雄

## 関連文献
- 『宗教哲学研究』京都宗教哲学会、年1回発行、1号（1984年）～27号（2010年）～
- 量義治『宗教哲学入門』講談社、2008
- クラウス・リーゼンフーバー『超越に貫かれた人間: 宗教哲学の基礎づけ』創文社、2004 ISBN 4423301180

- 峰島旭雄『浄土教とキリスト教: 比較宗教哲学論集』山喜房佛書林, 1977
- 南山宗教文化研究所『絶対無と神: 西田・田辺哲学の伝統とキリスト教』1981
- 小坂国継『西田哲学と現代: 歴史・宗教・自然を読み解く』2001
- 小川弘『哲学から信仰・宗教を見る: 哲学類型と信仰類型』2002
- アルベルト・シュヴァイツァー『カントの宗教哲学 上・下』 白水社、 2004　ISBN 4560024464
- 上田閑照、氣多雅子『仏教とは何か: 宗教哲学からの問いかけ』昭和堂、 2010